# Rezső Seress

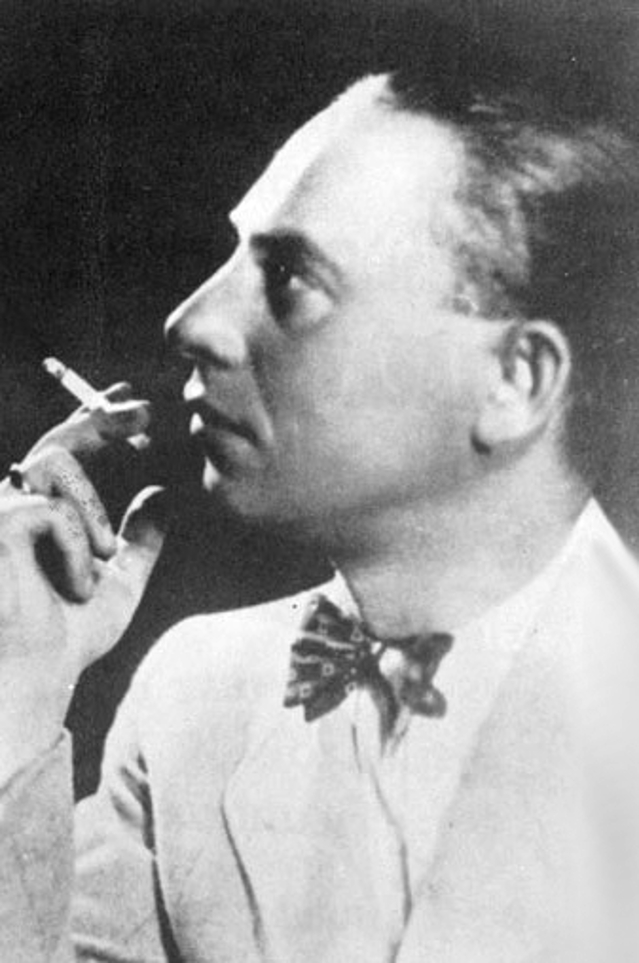
Rezső Seress

Rezső Seress [rɛʒøː ˈʃɛrɛʃː] (Seress Rezső, * 3. November 1889 in Budapest als Rudolf Spitzer; † 11. Januar 1968 ebenda) war ein ungarischer Pianist und Komponist.

## Leben
Seress war jüdischer Herkunft, sein Geburtsname war Spitzer. Sein Name wurde in Ungarn magyarisiert. Als Jude wurde er während des Zweiten Weltkriegs von den Ungarn zur Zwangsarbeit in der besetzten Ukraine verurteilt.
Seress brachte sich das Klavierspielen selbst bei und komponierte 1933 das Lied Szomorú Vasárnap (englisch: Gloomy Sunday, deutsch: Trauriger Sonntag oder auch Einsamer Sonntag), das traurige Berühmtheit erlangte, da eine Reihe von Suizidfällen mit ihm in Verbindung gebracht wurde. Viele amerikanische und europäische Radiosender führten angeblich in diesem Zusammenhang das Lied nicht in ihrer Liste. Hierbei handelt es sich allerdings um weitestgehend unbestätigte Vermutungen, die eher als moderne Sage einzustufen sind.
Die englische Übersetzung des Liedes durch Sam M. Lewis wurde später häufig adaptiert. Das Lied fungierte auch als roter Faden in dem deutsch-ungarischen Spielfilm aus dem Jahr 1999 Ein Lied von Liebe und Tod – Gloomy Sunday.
Seress beging im Januar 1968 einen Selbstmordversuch, indem er aus dem Fenster seiner Budapester Wohnung sprang. Er wurde in das Eisenbahnerkrankenhaus (MÁV-kórház) eingeliefert und hat es überlebt. Kurz darauf erhängte er sich aber an den Drahtseilen, die seinen eingegipsten Körper hielten.